# Station Moerdijk SS

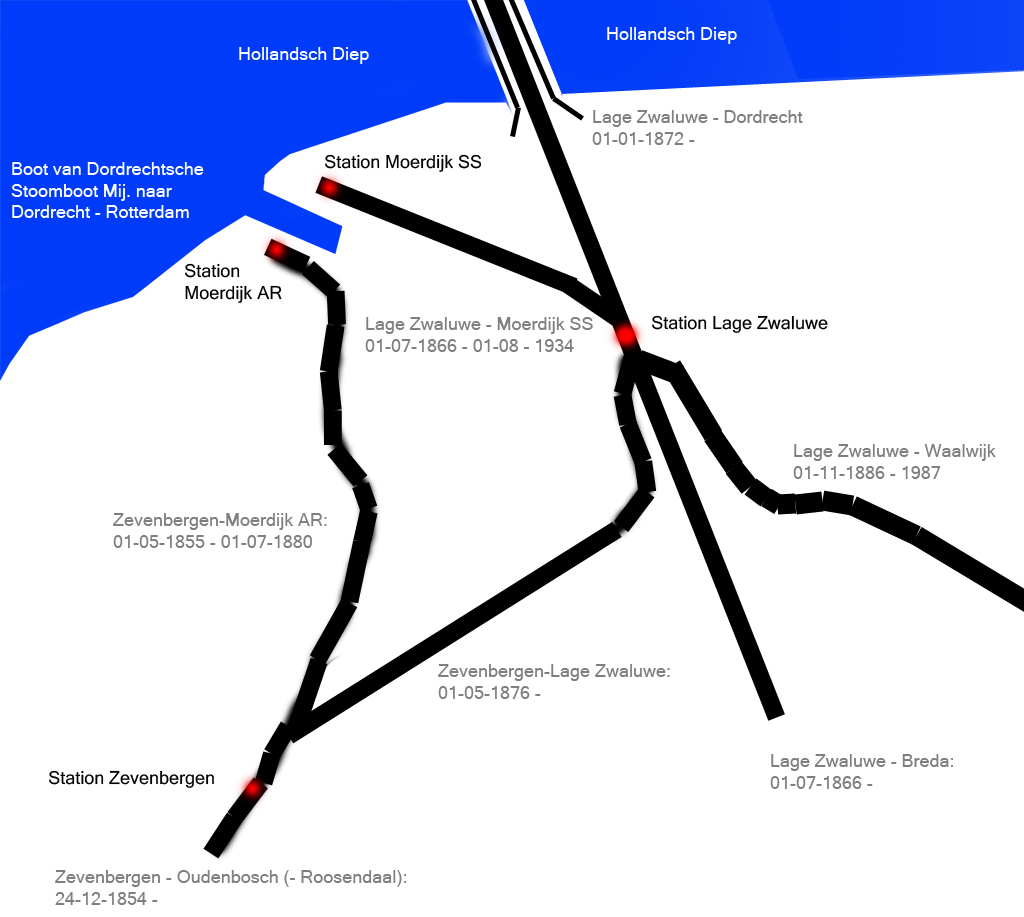
Sporensituatie rond Moerdijk

Station Moerdijk SS (afkorting Mdk) is een voormalig station aan de Staatslijn I tussen Lage Zwaluwe en het Hollandsch Diep.
Het station was in gebruik van 1 juli 1866 tot 27 februari 1928. Het eerste stationsgebouw bestond van 1866 tot 1895. Het tweede gebouw werd in 1943 gesloopt.
Naast dit station van de Staatsspoorwegen was er in Moerdijk tot 1880 ook een station van de AR.